# 2012年北印度洋氣旋季
2012年北印度洋氣旋季泛指在2012年全年內的任何時間，於北印度洋水域所產生的熱帶氣旋。雖然有關方面並沒有設下本颱風季的指定期限，但大部份北印度洋的熱帶氣旋通常都會於四月至十二月期間形成。
本條目的範圍僅侷限於北印度洋水域。在北印度洋產生的氣旋風暴是由隶属于印度地球科学部的印度氣象局新德里颱風中心命名，而在該地區的熱帶低氣壓的編號都以 A/B 字母作結。
在香港天文台的天氣圖上也包括東北印度洋地區，若有熱帶氣旋形成，則採用世界氣象組織級別法，最高強度都稱之為「颱風」，所有風暴都是無命名的。
（以下各氣旋風暴資訊以氣旋風暴存在期間的最強形態為名稱。）

## 熱帶氣旋
自2012年北印度洋氣旋季開始以來，本氣旋季總共產生了以下熱帶氣旋。

### 氣旋風暴穆賈恩 (Murjan)
一個低壓區生成於孟加拉灣，不久朝西移動登陸印度南部地區後進入阿拉伯海，並且持續朝西移動，10月24日聯合颱風警報中心(JTWC)發布熱帶氣旋形成警報，同日升格為01B(不久後更改洋面代號A)，並認為該熱帶低壓已增強為熱帶風暴，IMD也將該低壓區升格為熱帶低壓並給予編號ARB 01，10月25日IMD將其升格為氣旋風暴並命名為「Murjan」，10月26日該氣旋風暴登陸索馬利亞，JTWC與IMD相繼發出最後報告。

### 氣旋風暴尼勒姆 (Nilam)
10月22日一個熱帶擾動(93W)形成於南海並向西前進，並於24日至25日間進入孟加拉灣，10月28日JTWC發布熱帶氣旋形成警報，不久IMD升格為低氣壓BOB 2，10月29日加強為深低壓，同日晚上約21時JTWC升格為熱帶風暴并给予编号为02B，10月30日IMD亦将其升格为气旋风暴並命名為“Nilam”，10月31日登陸印度坦米爾納德邦，11月2日IMD發出最後報告。

## 其他熱帶氣旋
除了被印度氣象部門命名的熱帶氣旋外，還有一些沒被命名的低氣壓和被聯合颱風警報中心認為是氣旋風暴的熱帶氣旋。以下列出那些熱帶氣旋的資料。

### 強低氣壓BOB 01
位於南海的強烈熱帶風暴格美在穿越中南半島進入孟加拉灣後重新增強，IMD將其升格為BOB 1，不久朝東北登陸孟加拉後消散，根據媒體報導該低氣壓登陸後造成至少30人死亡。

### 強低氣壓BOB 03
11月12日一個低氣壓形成於孟加拉灣，並在該海域徘迴，11月16日IMD將其定為一低氣壓並指出其將在48小時內增強為深低壓，11月17日下午JTWC發出熱帶氣旋形成警報，同日晚上IMD升格為BOB 3，11月18日早上JTWC將其升格為熱帶風暴並編號03B，11月19日乾空氣入侵破壞其結構，高層對流雲系消散，但底層中心依然明顯，IMD表示不會對該風暴命名並降格為低壓區，JTWC也發出最後報告，11月20日IMD發出最後公報，但JTWC重新將其評價為LOW。

## 2012年風暴名單
北印度洋的熱帶氣旋自2004年起採用命名系統，命名工作由印度氣象局負責，名字是根據以下名單而定，不按年度劃分。風暴名字是由8個國家各自提交8個名稱，並以該國英文名稱按字母順序排列。之前使用過的與本年未用名稱以灰色表示，黑體字表示該年已經使用過。Murjan是2012年第一個北印度洋熱帶氣旋。
| 提供國家 | 名稱    | 名稱     | 名稱    | 名稱    |
| 提供國家 | 第1組   | 第2組    | 第3組   | 第4組   |
| -------- | ------- | -------- | ------- | ------- |
| 孟加拉國 | Onil    | Ogni     | Nisha   | Giri    |
| 印度     | Agni    | Akash    | Bijli   | Jal     |
| 馬爾代夫 | Hibaru  | Gonu     | Aila    | Keila   |
| 緬甸     | Pyarr   | Yemyin   | Phyan   | Thane   |
| 阿曼     | Baaz    | Sidr     | Ward    | Murjan  |
| 巴基斯坦 | Fanoos  | Nargis   | Laila   | Nilam   |
| 斯里蘭卡 | Mala    | Rashmi   | Bandu   | Mahasen |
| 泰國     | Mukda   | Khai Muk | Phet    | Phailin |
| 提供國家 | 名稱    | 名稱     | 名稱    | 名稱    |
| 提供國家 | 第5組   | 第6組    | 第7組   | 第8組   |
| 孟加拉國 | Helen   | Chapala  | Ockhi   | Fani    |
| 印度     | Lehar   | Megh     | Sagar   | Vayu    |
| 馬爾代夫 | Madi    | Roanu    | Mekunu  | Hikaa   |
| 緬甸     | Nanauk  | Kyant    | Daye    | Kyarr   |
| 阿曼     | Hudhud  | Nada     | Luban   | Maha    |
| 巴基斯坦 | Nilofar | Vardah   | Titli   | Bulbul  |
| 斯里蘭卡 | Priya   | Asiri    | Gigum   | Soba    |
| 泰國     | Komen   | Mora     | Phethai | Amphan  |

## 內部連結
- 2012年太平洋颱風季
- 2012年太平洋颶風季
- 2012年大西洋颶風季
- 2012－2013年西南印度洋熱帶氣旋季
- 2012－2013年澳洲地區熱帶氣旋季
- 2012－2013年南太平洋熱帶氣旋季

## 外部連結
- 印度氣象局
- 聯合颱風警報中心（页面存档备份，存于）